# Waldemar Cwenarski
Waldemar Cwenarski (ur. 6 października 1926 we Lwowie, zm. 4 kwietnia 1953 we Wrocławiu) – polski malarz ekspresjonista. 
W 1945 przeniósł się do Bytomia, potem do Wałbrzycha tutaj pracował krótko w Fabryce Porcelany "Krzysztof". Od 1949 studiował na PWSSP we Wrocławiu, studia przerwała jego śmierć. 4 kwietnia 1953 znaleziono go w domu nieprzytomnego, zmarł w drodze do szpitala. 
Jego obrazy malowane były zazwyczaj w oszczędnej kolorystyce, gwałtownymi pociągnięciami, o uproszczonej, zgeometryzowanej formie. Przedstawiają najczęściej postaci dzieci, sceny religijne, wojenne, czy też zapuszczone podwórka. W twórczości artysty zauważyć można wpływy Witolda Wojtkiewicza i Tadeusza Makowskiego. Część prac Cwenarskiego wzbogaciła kolekcję Muzeum Narodowego we Wrocławiu.
Pochowany na Cmentarzu św. Wawrzyńca we Wrocławiu.

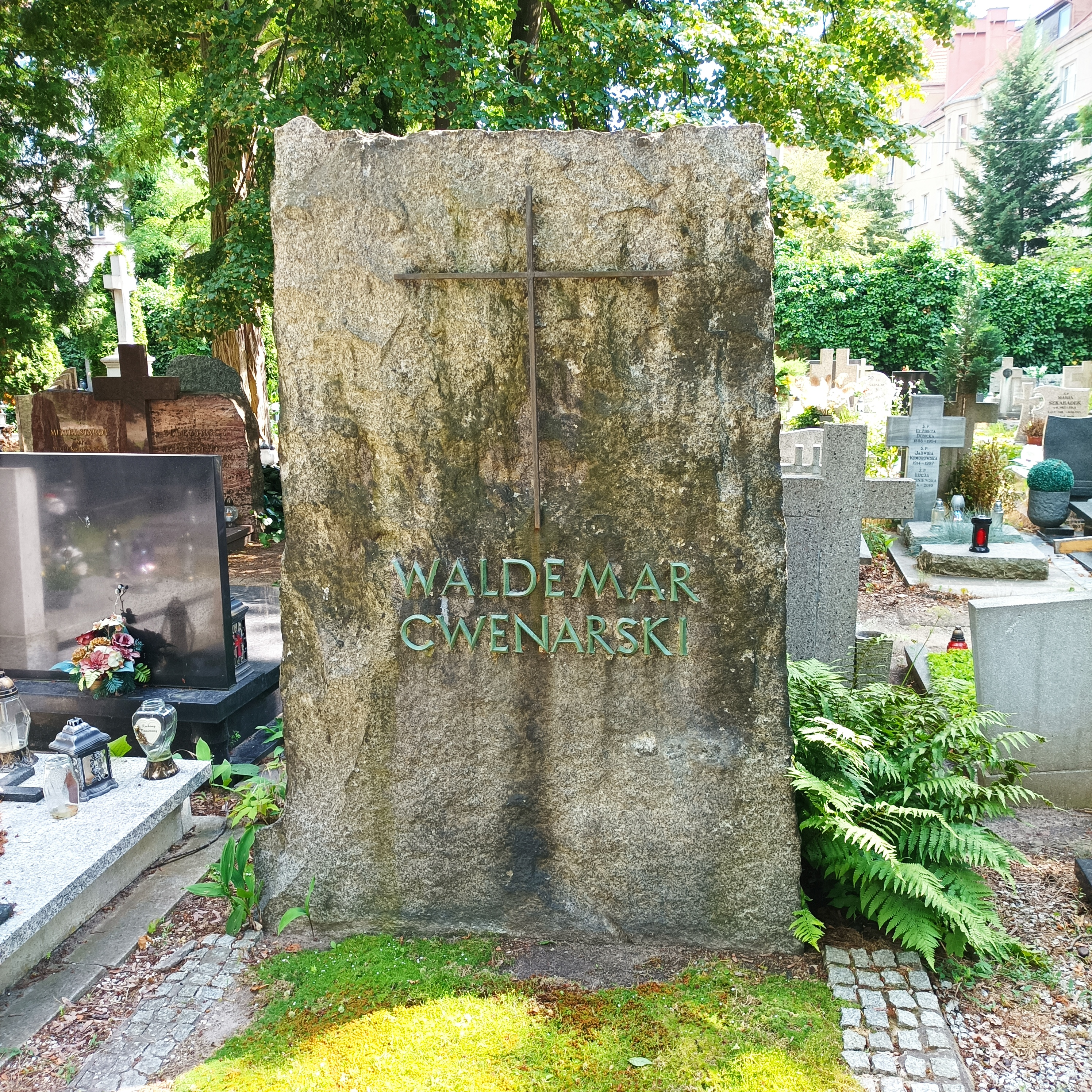
Grób Waldemara Cwenarskiego na Cmentarzu św. Wawrzyńca we Wrocławiu

## Wybrane wystawy
- I międzyszkolna wystawa wyższych szkół artystycznych, Warszawa, 1950,
- Wystawa przeglądowa prac młodych plastyków, Wrocław 1955,
- Ogólnopolska Wystawa Młodej Plastyki „Przeciw wojnie – przeciw faszyzmowi”, Warszawa, 1955,
- Wystawa młodej plastyki polskiej, Berlin, Lipsk 1956–1957.